# Holger Zetzsche
Holger Zetzsche ist ein deutscher Jurist. Er war zuletzt Referatsleiter R I 5 in der Abteilung Recht im Bundesministerium der Verteidigung. Von 2009 bis 2015 war er Bundeswehrdisziplinaranwalt.

## Schriften (Auswahl)
- mit Stephan Weber (Hrsg.): Recht und Militär. 50 Jahre Rechtspflege der Bundeswehr (= Forum innere Führung. Bd. 26). Nomos, Baden-Baden 2006, ISBN 978-3-8329-2171-2.